# Heroïne-epidemie in Nederland
De heroïne-epidemie in Nederland was een plotselinge golf van heroïnegebruik. Deze speelde zich grofweg af tussen 1972 en 1990. In de jaren zeventig kwam Nederland, en met name Amsterdam, in de ban van de ‘heroïne-epidemie.  Dit opiaat was effectief in de markt gezet door Chinese dealers. De heroïne-epidemie nam na 1985 af en verslaafden werden via hulpverleningstrajecten geholpen. 

## Geschiedenis
Eind jaren vijftig kwam er een einde aan een periode van schaarste. De jaren 1960 kenmerkten zich door een toenemende welvaart, en een snelle ontzuiling op het einde van de jaren zestig en doorheen de jaren zeventig. Die was onlosmakelijk verbonden met de democratisering en emancipatie. Er ontstond een opstandige generatie.

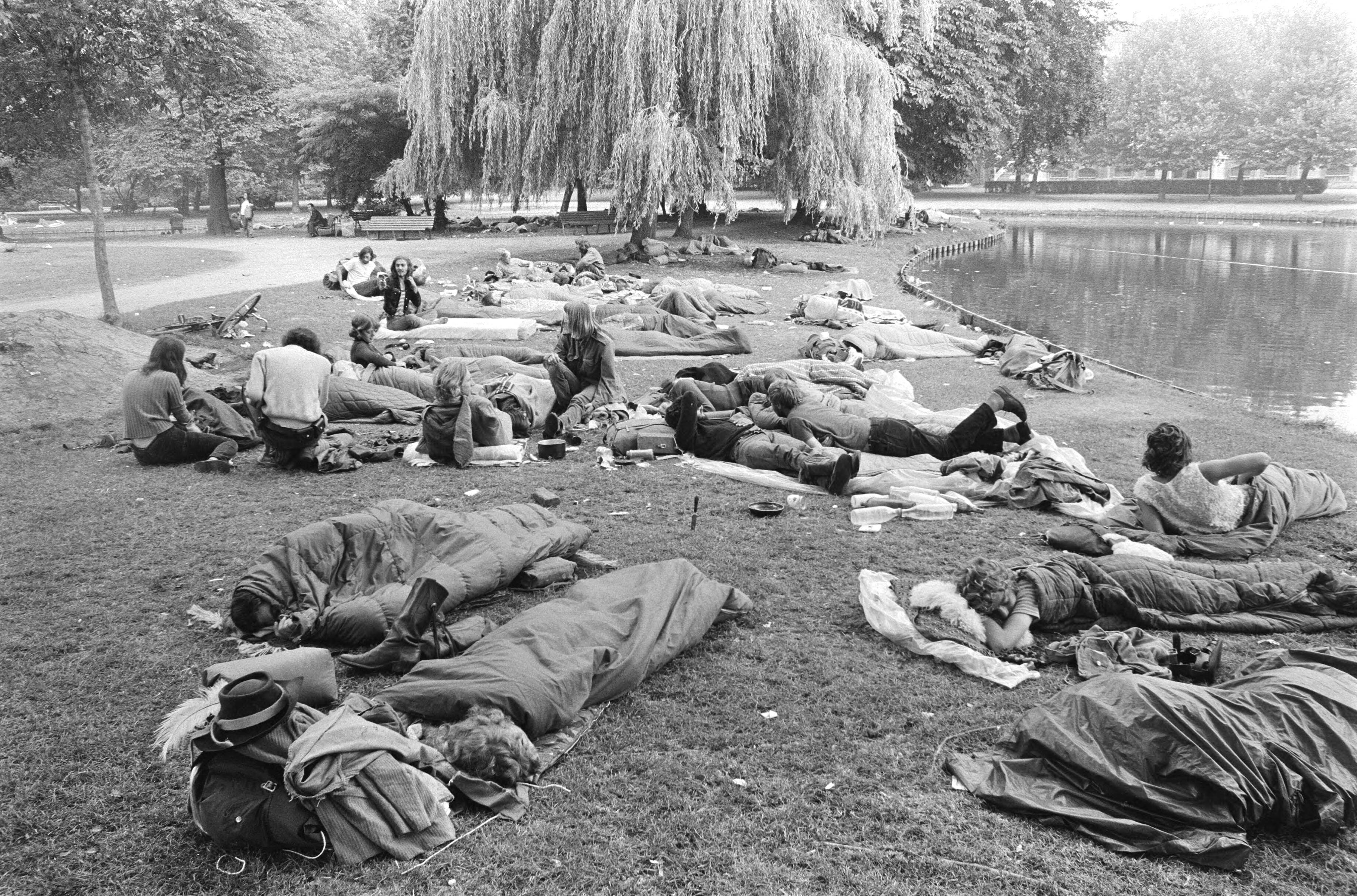
Hippies slapen in Vondelpark Amsterdam (1971)

In 1965 deed de Provobeweging zijn intrede. Onder invloed van de protestbeweging en de nieuwe jeugdcultuur werd steeds massaler en steeds openlijker hasj en marihuana gebruikt. Er werd de facto een gedoogbeleid gevoerd door de autoriteiten.
Na 1966 ging een deel van de provobeweging op in de flowerpowerbeweging. Vanaf de zomer van 1968 trokken voor het eerst massaal hippies naar Amsterdam. Onder invloed van de hippies en flowerpower heerste in de hoofdstad een liberale sfeer. Er ontstond een gebruikerssubcultuur die zich in korte tijd fors uitbreidde.

### Opium
Het drugsgebruik viel in het begin  mee en beperkte zich tot het roken van hasj en marihuana en gebruik van amfetaminen en LSD. Drugsgebruik was tot begin jaren zestig iets dat gebeurde binnen subculturen als kunstenaars en artiesten of binnen de Chinese gemeenschap. 
Opium was al sinds de 18e eeuw in beperkte mate in omloop in Amsterdam Na de Opiumconferenties in Den Haag werd de handel in 1919 aan banden gelegd middels de Opiumwet die het telen en bezit van ‘opium en andere verdovende middelen’ verbood. De opium werd in de jaren 1950 vooral gebruikt door oudere Chinezen in met name Amsterdam (de Binnen Bantammerstraat op de Wallen) en Rotterdam (Katendrecht) in zogeheten opiumkits. Het was een kleine groep, en zolang  er geen opium werd verkocht aan jongeren,  werd dit gedoogd door de autoriteiten. Langzamerhand raakten ook muzikanten en kunstenaars geïnteresseerd in opium. Door de groeiende vraag werd in 1972 een aantal invallen gedaan door de politie. Hierdoor ontstond een tijdelijke schaarste van opium.

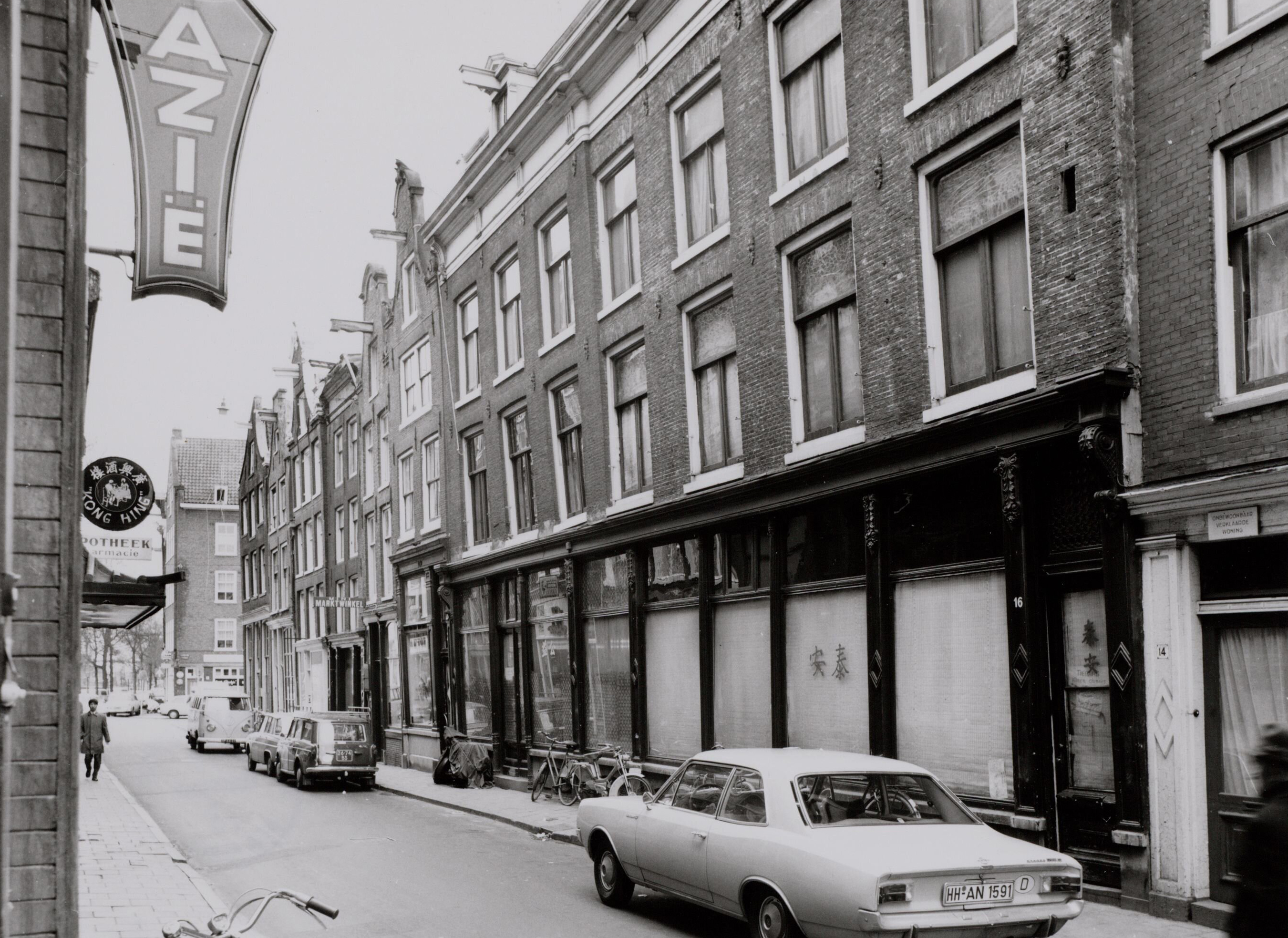
Binnen Bantammerstraat Amsterdam (1966)

Vanwege het naderende einde van de Vietnamoorlog, zochten Chinese criminele groeperingen, zogenoemde triades een nieuw afzetgebied. 
Ondertussen was in 1972 de beruchte heroïnelijn Turkije-Frankrijk- Amerika, beter bekend als The French Connection, met laboratoria in Marseille opgerold. De Chinese triades vonden hun klandizie in West-Europa en Amsterdam werd middelpunt van hun afzetmarkt. De heroïne kwam uit de Gouden Driehoek: Burma, Laos en Thailand.
Op papier vonden zij werk in Chinese restaurants. waardoor ze vrij eenvoudig een verblijfsvergunning kregen en konden opgaan in de gesloten Chinese gemeenschap welke een ideale dekmantel vormde.
Vanaf 1972 brachten deze Chinese triades (voornamelijk uit Hongkong) de heroïne op de Nederlandse markt. In de zomer van 1972 werd heroïne in Amsterdam goedkoop aangeboden en zelfs gratis weggegeven. De klandizie bestond aanvankelijk uit voormalige opiumgebruikers, hippies en buitenlandse toeristen, met name Amerikanen die in eigen land bekend waren met het gebruik van deze heroïne. 

### Amerikaanse Vietnam-veteranen
Volgens een rapport van het Amerikaanse congres uit  1971 bleek dat circa 40.000 Amerikaanse militairen in Zuidoost-Azië verslaafd waren aan heroïne.  In juni 1971 kondigde het Amerikaanse leger aan dat ze zouden beginnen met urineonderzoek van alle terugkerende militairen. Amerikaanse soldaten in Vietnam mochten pas aan boord van een vliegtuig naar huis gaan nadat ze een urinedrugstest hadden doorstaan. Het programma ging in september van start en werd onofficieel Operatie Golden Flow genoemd.

Veel soldaten kozen voor een verblijf op een basis in Europa. De Amerikaanse soldaten die op het Allied Joint Force Command Brunssum waren gestationeerd  introduceerden de heroïne in het Heerlens uitgaansleven. Nadat in 1977 cafés waar handel in heroïne werd gedreven  gesloten werden verplaatste de handel zich naar de straat, met name Station Heerlen en de toegang tot het winkelgebied van Heerlen-Centrum. Heerlen werd in korte tijd vanwege de ligging een internationaal handelscentrum voor verdovende middelen.
Deze Amerikaanse militairen uit Vietnam en zij die in Duitsland werden gelegerd, kwamen naar Amsterdam om te passagieren en drugs te kopen of zelfs gratis ter kennismaking aan te bieden aan andere mensen. Zo ontstond er na verloop van tijd ook een markt van Nederlandse heroïneverslaafden.

### Heroïnehandel
Aanvankelijk was de heroïnemarkt in Amsterdam vrijwel uitsluitend in handen van organisaties uit Hongkong  die allemaal onder leiding stonden van de triade 14K. Andere triaden die actief waren in Amsterdam waren de Ah Kong uit Singapore en de Ah Ming uit Maleisië.  Door onderlinge concurrentie onderstond er een oorlog tussen deze groepen met berovingen en liquidaties als gevolg. Op 3 maart 1975 werd  de leider van de 14K ’ Chung Mon, op straat vermoord. Zijn opvolger, Chan Yuen Muk een jaar later waarna Ah Kong de handel overnam.

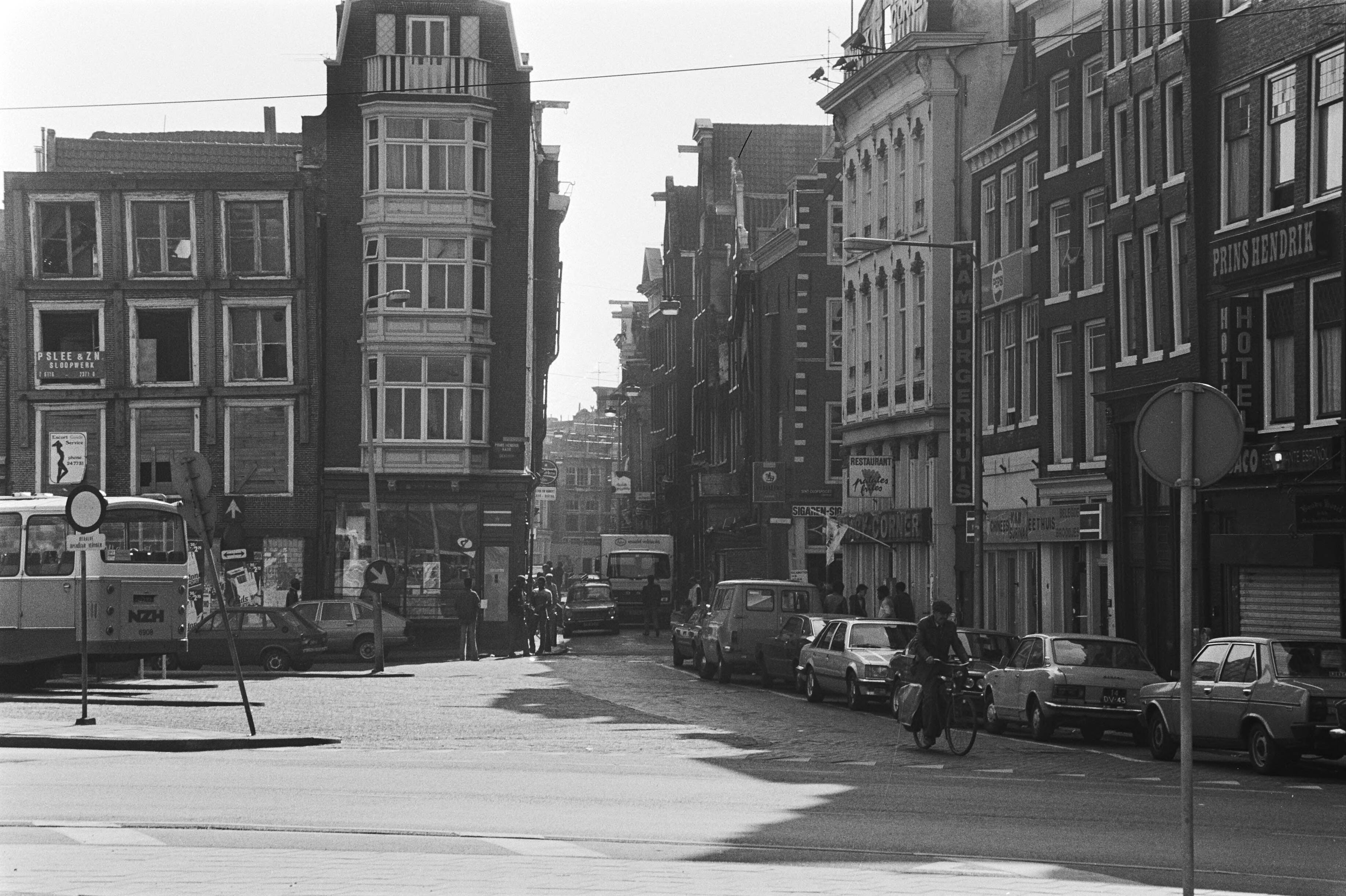
Grote criminaliteit in de buurt van de Zeedijk in Amsterdam (1981)

Als gevolg hiervan werd de straathandel meer en meer overgelaten aan Surinaamse, Nederlandse en Antilliaanse dealers. Een deel van de straatdealers was overigens zelf ook verslaafd en verkochten kleine hoeveelheden door om over voldoende geld te kunnen beschikken om in hun eigen behoefte te kunnen voorzien.

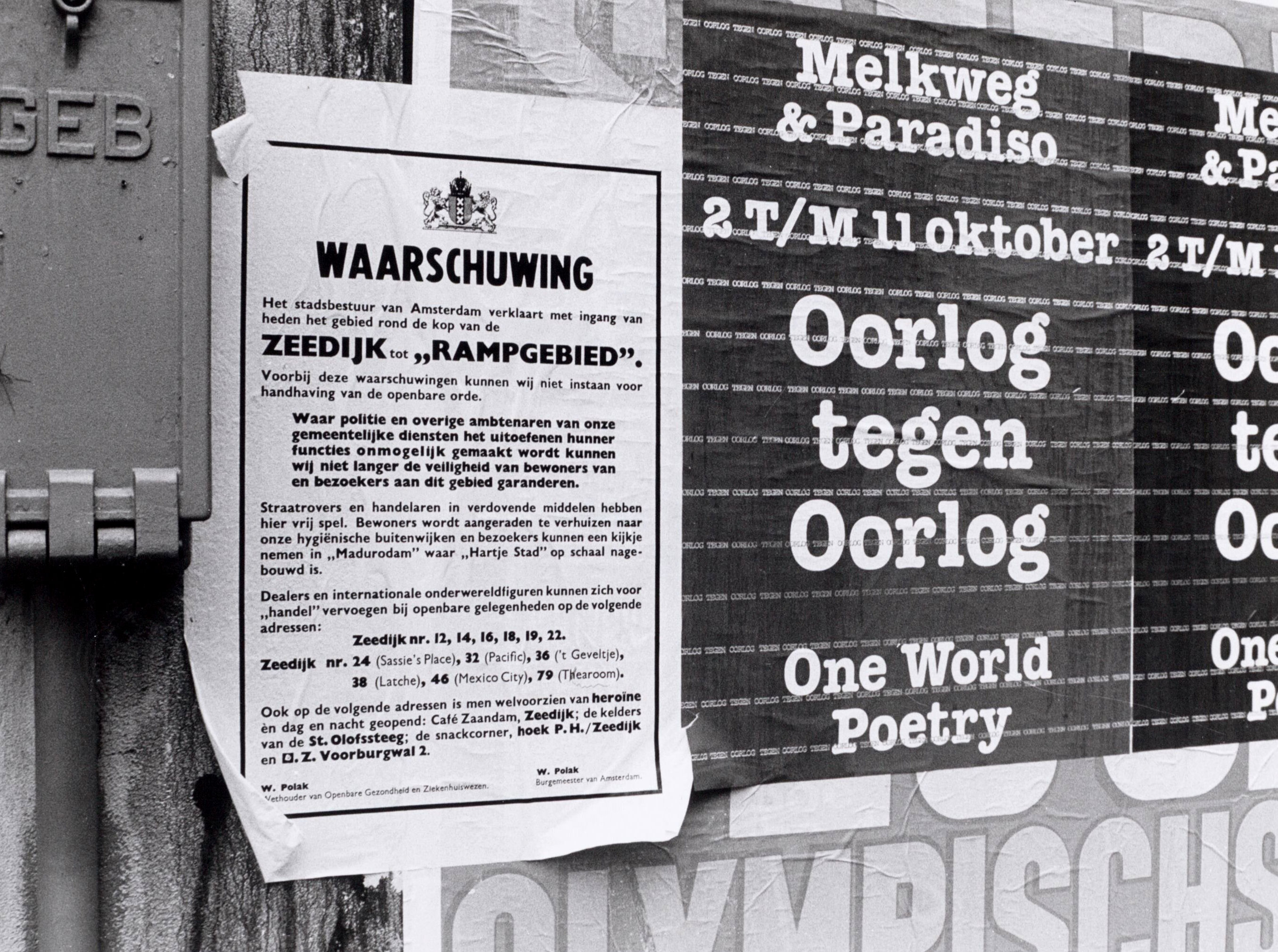
Waarschuwingsaffische opgeplakt op een muur aan de kop van de Zeedijk naar aanleiding van de misdaad en het gebruik van verdovende middelen.(1981)

De handel in heroïne beperkte zich aanvankelijk tot Amsterdam, maar verspreidde zich als een olievlek naar steden waar zich eveneens Chinese gemeenschappen bevonden (Rotterdam, Utrecht), naar steden waar veel prostitutie (Arnhem) was en naar steden met een belangrijke regiofunctie (Groningen, Eindhoven, Venlo, Enschede en Heerlen). 
Het stuk van Hoog-Catharijne vlak bij station Utrecht, stond bekend als centrum voor heroïnehandel waar veel jongeren uit de provincie naar toe kwamen. 
Perron Nul was tussen tussen 1987 en 1994 de benaming voor het terrein naast Station Rotterdam Centraal waar  heroïneverslaafden hun methadon kregen en vrijelijk konden gebruiken.
Behalve voor de consumptie in Nederland werd de heroïne ook ons land binnengebracht om doorgevoerd te worden naar andere landen.
Vanaf 1977 werd Nederland in het buitenland beschouwd als een knooppunt in de internationale heroïnehandel. Die handel had zich via Amsterdam en Rotterdam als een olievlek verspreid over Europa.
Midden 1978 kwam er verandering. De oogsten vielen vreselijk tegen en de samenwerking tussen de politie in West-Europa en in de landen van de Gouden Driehoek kwam op gang. In Thailand werd een strengere wetgeving voor de papavercultuur ingevoerd. Er ontstonden nieuwe heroïnelijnen vanuit het Midden-Oosten richting West-Europa. De heroïne kwam nu  voornamelijk via doorvoerland Turkije vanuit Pakistan, Afghanistan en Libanon. De heroïne uit het Midden-Oosten had een veel hogere kwaliteit. De gebruikers waren gewend aan de heroïne uit het Verre Oosten, die een vrij stabiele zuiverheid had van 35 procent tegenover  heroïne met een zuiverheid van 70 tot 95 procent  uit het Midden-Oosten.
Gevolg hiervan was dat door de hoge kwaliteit in veertien dagen tijd  zeven mensen overleden aan een overdosis heroïne uit het Midden-Oosten. Ook raakte gebruikers zwaarder verslaafd.

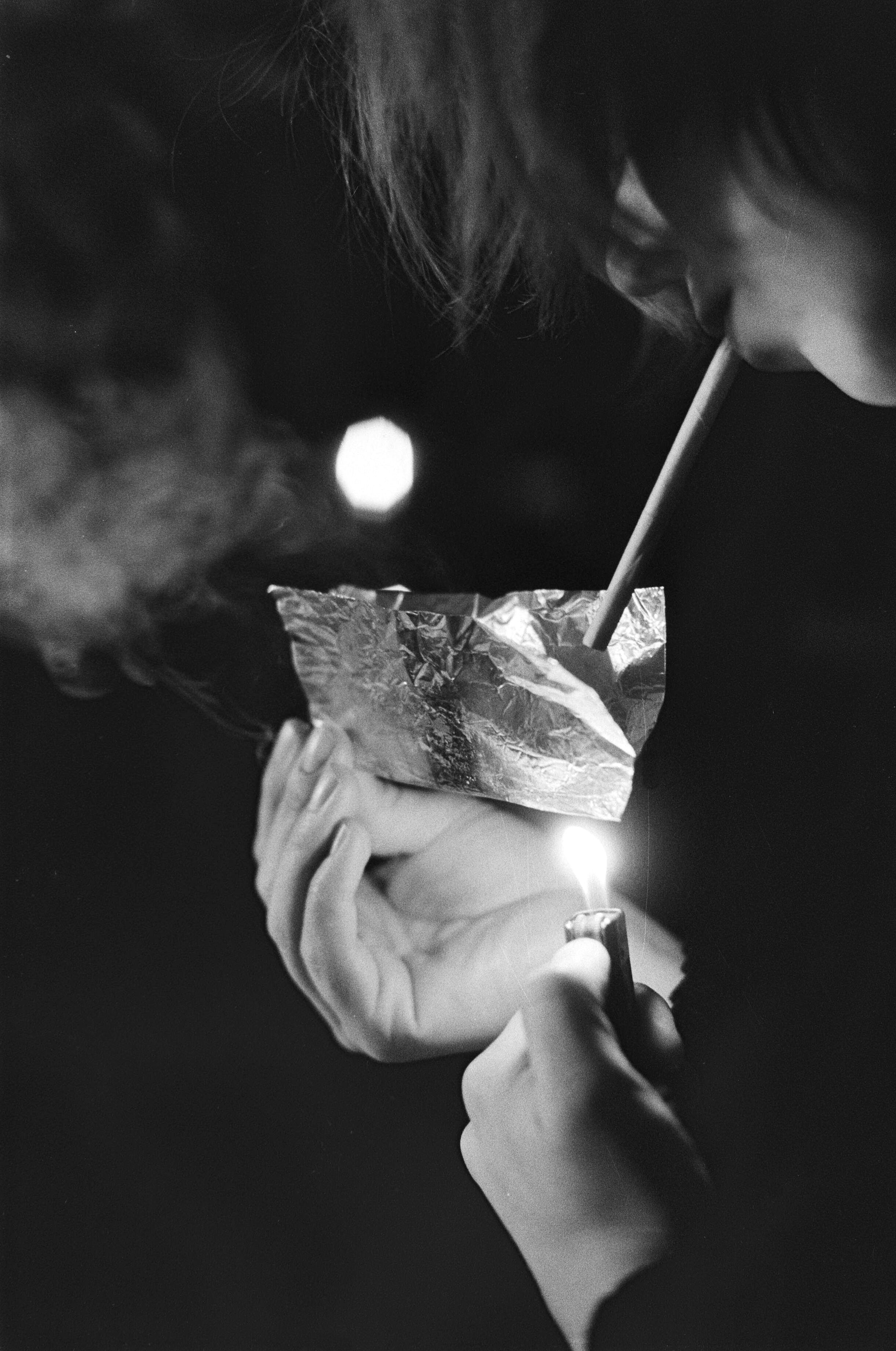
Het roken (Chinezen) van Heroïne via een strootje

De prijs die de gebruiker voor de heroïne uit het Midden-Oosten betaalden was ƒ 80 tot ƒ 200 per gram tegenover ƒ 250 tot ƒ 400 per gram voor de heroïne uit het Verre-Oosten. 
| Jaar | Heroïneprijs (gemiddelde) | Afkomst         |
| ---- | ------------------------- | --------------- |
| 1972 | ƒ 25,00 per gram          | Gouden Driehoek |
| 1974 | ƒ 50,00 per gram          | Gouden Driehoek |
| 1977 | ƒ 250,00 per gram         | Gouden Driehoek |
| 1978 | ƒ 80,00 per gram          | Gouden Sikkel   |
| 1980 | ƒ 100,00 per gram         | Gouden Sikkel   |
| 1984 | ƒ 200,00 per gram         | Gouden Sikkel   |
| 1986 | ƒ 400,00 per gram         | Gouden Sikkel   |
| 1988 | ƒ 300,00 per gram         | Gouden Sikkel   |
| 1989 | ƒ 70,00 per gram          | Gouden Sikkel   |
| 1991 | ƒ 125,00 per gram         | Gouden Sikkel   |
| 1993 | ƒ 60,00 per gram          | Gouden Sikkel   |
| 1995 | ƒ 40,00 per gram          | Gouden Sikkel   |
| 2019 | € 20,00 per gram          | Gouden Sikkel   |
| 2023 | € 15,00 per gram          | Gouden Sikkel   |

## Effecten
Toen vanaf 1972 de heroïne-epidemie zich voltrok was in Nederland nog weinig bekend over het effect van heroïne, de risico’s  en stapten steeds meer gebruikers van opium  en amfetamine over op dit nieuwe type drug. 
Het aantal verslaafden nam schrikbarend toe, onder andere toen na de onafhankelijkheid van Suriname in 1975 een omvangrijke groep jonge Surinamers naar Nederland kwam. De veelal werkloze en laagopgeleide Surinamers waren een kwetsbare groep die een gemakkelijke prooi vormde voor de drugsverkopende en pushende Chinezen. Gebruikers werden ook steeds jonger verslaafd waarbij leeftijden van 15 jaar niet ongewoon waren.
Naast het risico van verslaving, bracht het gebruik van heroïne ook andere gezondheidsrisico’s met zich mee zoals luchtembolie, hepatitis C  en het risico op een overdosis. Hier kwam in de jaren tachtig de ziekte AIDS bij.

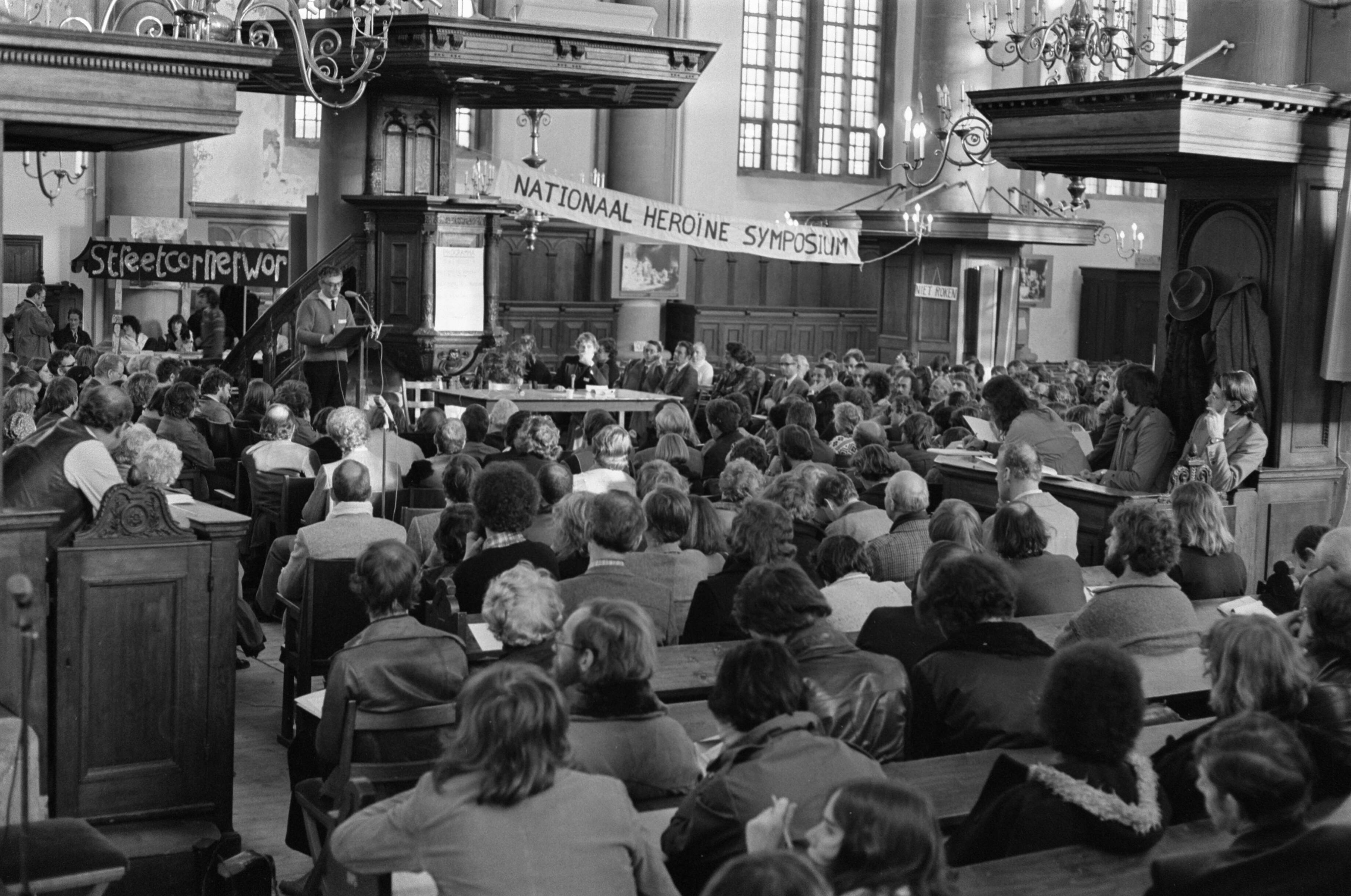
Heroinesymposium in Westerkerk in Amsterdam (1977)

De schadelijke gevolgen van heroïnegebruik beperkten zich niet tot de gebruiker maar strekten zich uit tot de gemeenschap waarin hij of zij leefde zoals verwanten en de economische schade doordat  verslaafden vaak gedwongen waren te stelen om in hun levensbehoefte te voorzien. Een andere methode om aan geld te komen was de prostitutie, zowel voor mannen als voor vrouwen en de handel in drugs. 
Deze druggerelateerde criminaliteit veranderde een medisch probleem in een maatschappelijk probleem. Daarnaast zorgden verslaafden en dealers voor de nodige overlast en bedienden de dealers zich regelmatig van geweld tegen hun klanten en hun concurrenten. Berovingen, overdoses en steekpartijen waren aan de orde van de dag.

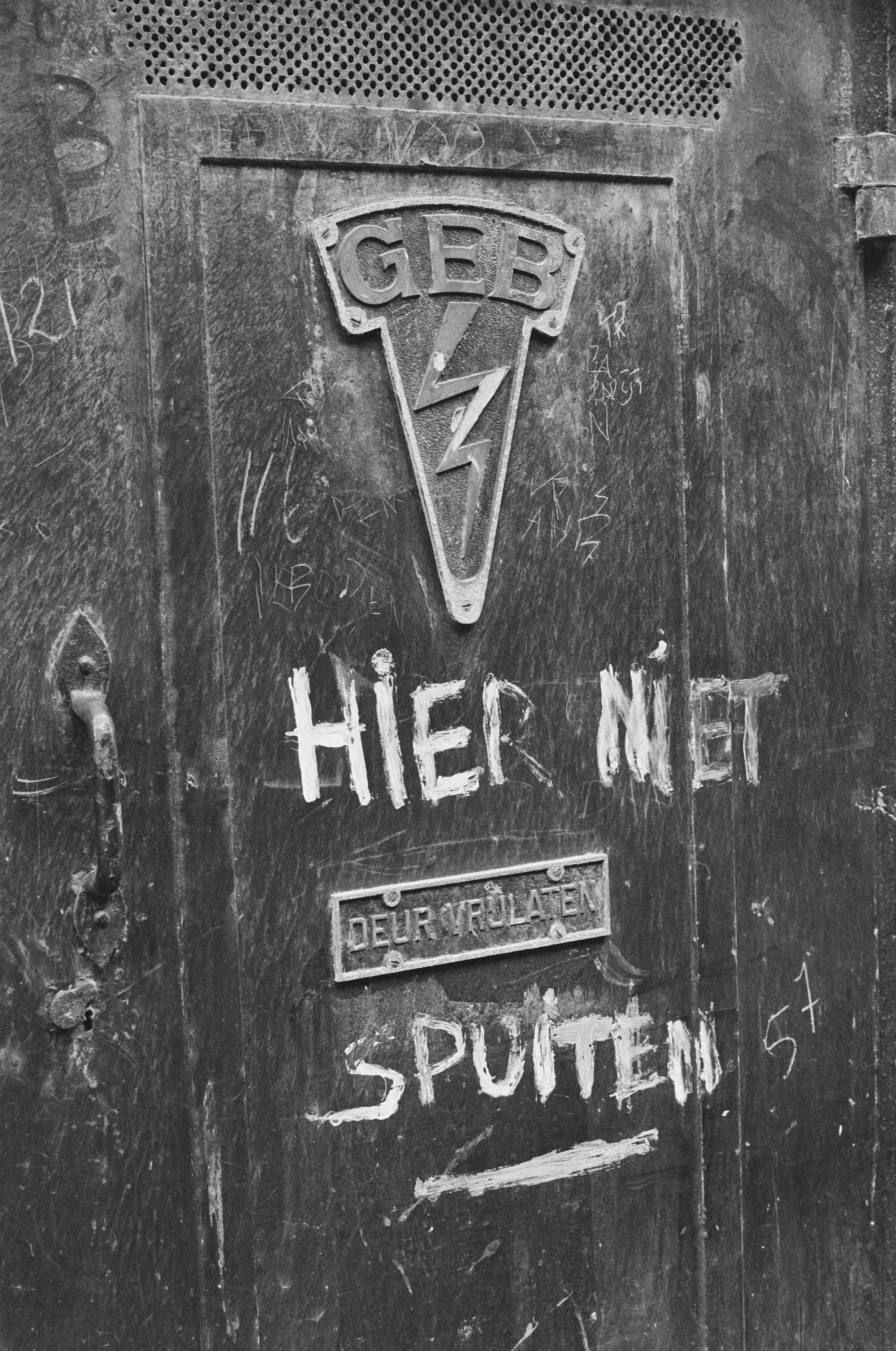
"Hier niet spuiten" geschreven op electriciteitshuisje (1987)

Daar kwam bij dat In de jaren na 1980 steeds meer gebruikers de heroïne gingen mengen met cocaïne, een mengsel bekend als een speedball. Bij een speedball wordt gelijktijdig de heroïne en cocaïne intraveneus toegediend. Het gevaar van speedball is onder andere het sneller uitwerken van cocaïne met een potentieel dodelijk respiratiore depressie veroorzaakt door het effect van heroïne. De combinatie verhoogt het risico op een fatale overdosis aanzienlijk.
Gebruikers uit landen als Duitsland, België en Frankrijk trokken naar Amsterdam om daar hun heroïne te kopen. Heroïne raakte langzaamaan uit de mode als recreatieve drug en de vaste groep gebruikers stabiliseerde en nam geleidelijk af als gevolg van afkicken, een overdosis, ziekte of ouderdom. Vanaf de jaren tachtig werd de markt geleidelijk aan verdrongen door de toenemende populariteit van cocaïne en xtc. 
| Jaar | Aantal Heroïneverslaafden (geschat) |
| ---- | ----------------------------------- |
| 1972 | 1.500                               |
| 1975 | 7.500                               |
| 1979 | 10.000                              |
| 1982 | 25.000                              |
| 1984 | 30.000                              |
| 1987 | 27.000                              |
| 1995 | 25.000                              |
| 2010 | 14.000                              |
| 2015 | 9.000                               |
| 2023 | 3.500                               |

## Hulpverlening en drugsbeleid
Drugshulpverlening en drugsbeleid gingen vanaf de jaren zeventig tot ver na de eeuwwisseling vooral over het omgaan met de gevolgen van het gebruik en het misbruik van heroïne.

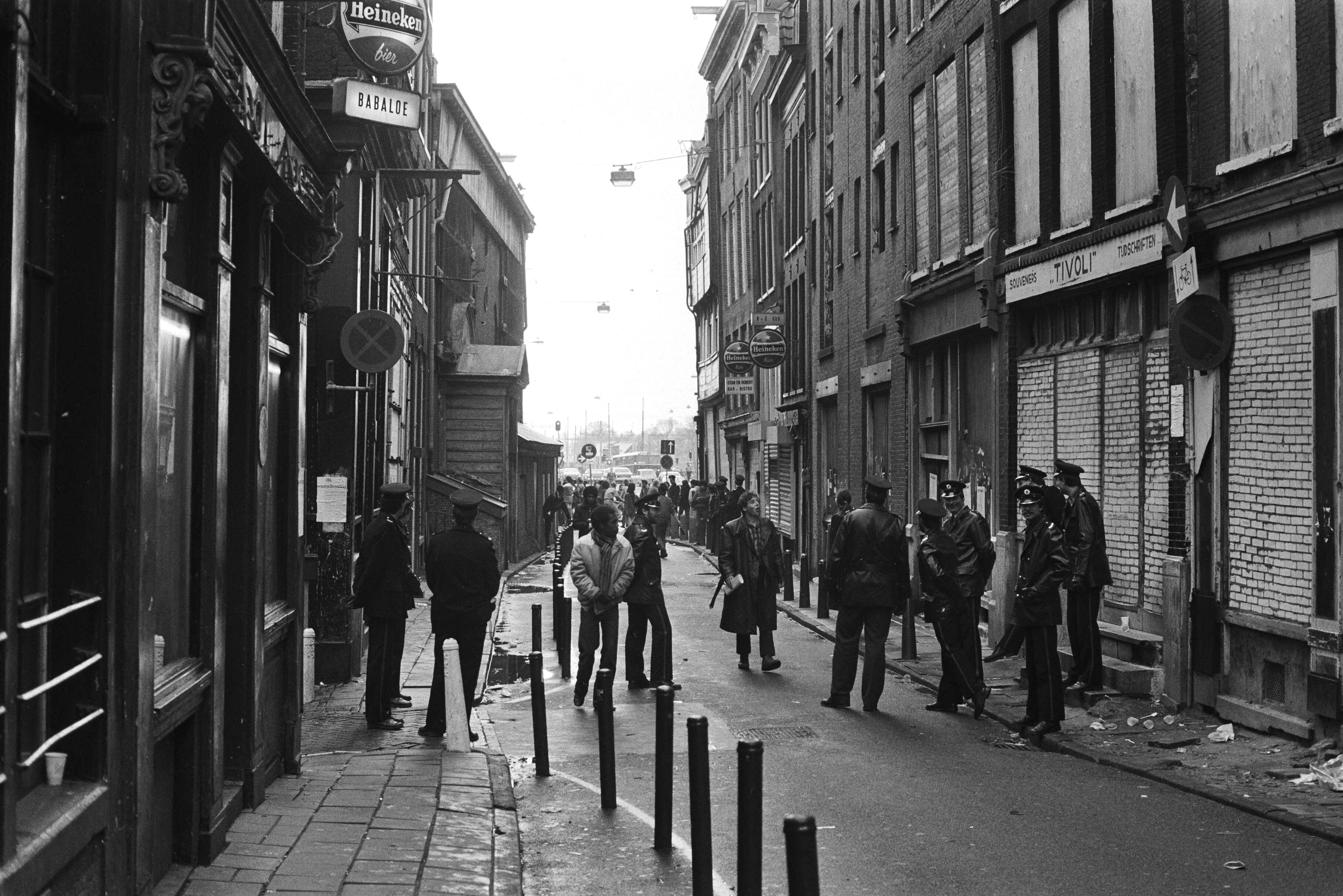
Hulpverleners en junkies demonstreren op de Zeedijk in Amsterdam tegen het falend drugsbeleid van de gemeente (1983)

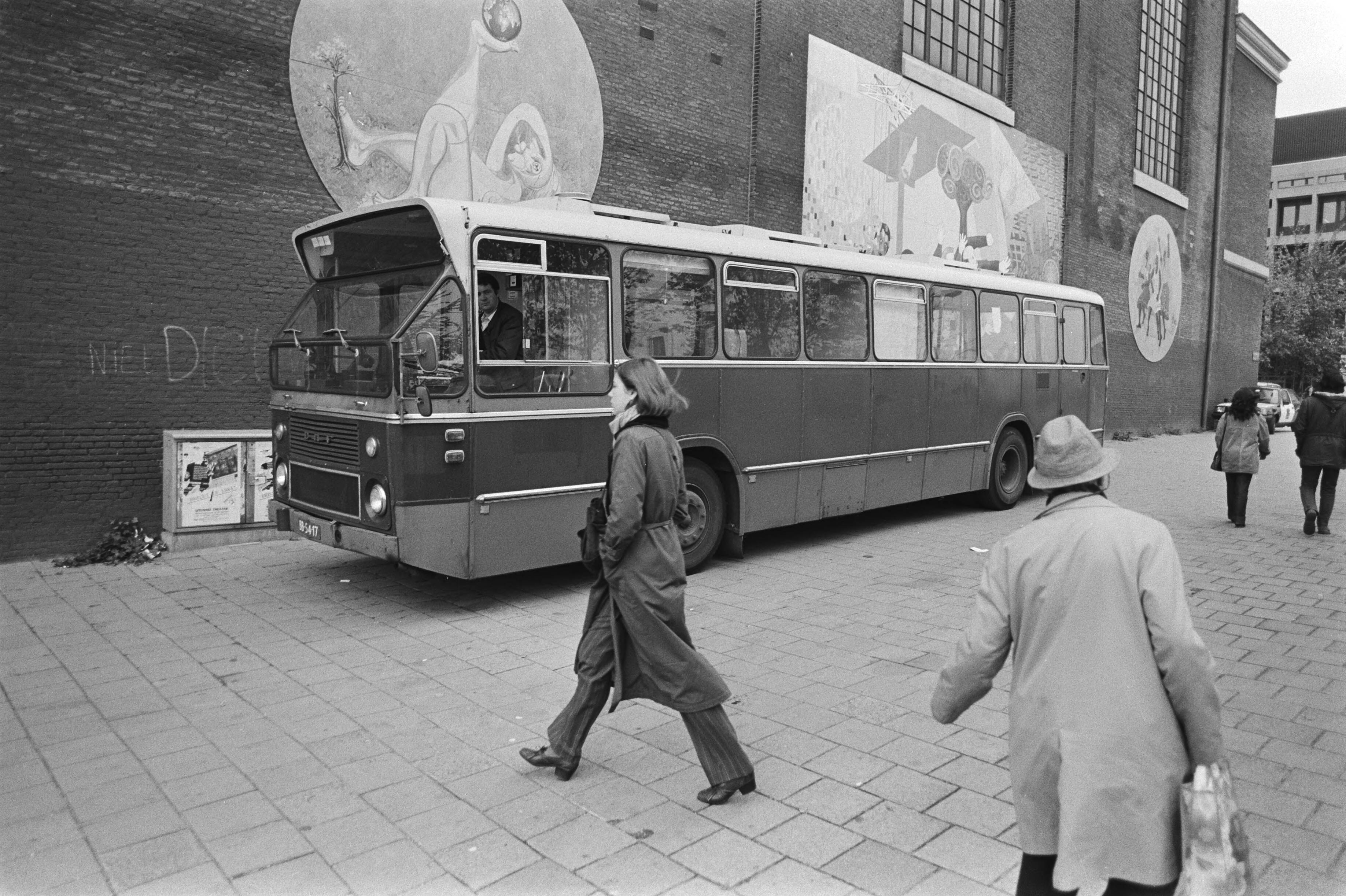
"Methadon-bus" voor Mozes en Aäronkerk in Amsterdam (1981)

In de beginperiode  was er geen duidelijke aanpak wat men met de verslaafden aan moest. Verslavingszorg bestond nog niet. toen men eindelijk met het behandelen van verslaafden begon, was dat bovendien op vrijwillige basis en bleek de recidive onder de verslaafden hoog.
In eerste instantie werd de politie geconfronteerd met de problemen. Verslaafden die meerdere dagen vastzaten en last hadden van ontwenningsverschijnselen moesten in de beginperiode cold turkey afkicken tijdens hun inverzekeringstelling. In Amsterdam werd in 1977 de mogelijkheid geboden om ingesloten drugsgebruikers tweemaal daags te laten bezoeken door artsen van het GG&GD. Met behulp van kleine doses methadon, soms aangevuld met wat librium en slaaptabletten, moesten zij dan in korte tijd afkicken. In Rotterdam werd methadon op een zeker moment via de politiearts verstrekt.
Naast de GG&GD was er destijds relatief weinig zorg voor de heroïneverslaafden. Klinieken waar ze konden afkicken waren er nauwelijks. Verslavingszorg was bovendien alleen voorhanden op vrijwillige basis.
In 1970 gingen de consultatiebureaus zich, onder de naam Consultatiebureau voor Alcohol en Drugs (CAD), toeleggen op het aanbieden van hulpverleningsprogramma’s voor drugsverslaafden. Hier konden ze afkicken met behulp van aflopende doses methadon. Ook waren er in het land diverse woongemeenschappen waar verslaafden zich vrijwillig konden onderwerpen aan een intensief regime van arbeid en therapie zoals de afkickboerderij van de Jellinek in het Noord-Hollandse dorp Warder.
Uit protest tegen de hoogdrempelige verslavingszorg  kwam er een alternatieve verslavingszorg op gang met het runnen van gebruikersruimtes zoals het Amsterdamse HUK (de Huis- en UitkeringsKamer) waar heroïneverslaafden niet alleen drugs konden aanschaffen bij de huisdealer, maar ook schone spuiten kopen, een gratis maaltijd nuttigen, douchen, en zich medisch laten controleren en behandelen. Andere alternatieve bewegingen die van de grond kwamen waren organisaties als Release, Sosjale Joenit en het Jongeren Advies Centrum (JAC) .

### Methadon
Methadon werd in Nederland al vanaf 1968 gebruikt bij de behandeling van morfinisten en enkele jaren later bij de behandeling van heroïneverslaafden. Naar aanleiding van een in 1976 door de Gezondheidsraad uitgebracht advies over de behandeling van verslaving aan opiaten, werd ingezien dat methadonverstrekking als onderdeel van het hulpverleningsbeleid voor zwaar verslaafde heroïnegebruikers gelegitimeerd was. Enerzijds als hulpmiddel om te ontwennen, anderzijds  om met de gebruikers contact te krijgen én te houden. Dit alles als onderdeel van een nieuw gemeentelijk beleid van Harm Reduction.
In 1979 werd in Amsterdam en Rotterdam methadonverstrekking op verschillende plaatsen verricht vanuit een bus. Na 1980 werd de verstrekking van onderhoudsdoses methadon aan heroïnegebruikers flink uitgebreid.
Wat de situatie in de jaren tachtig verder op scherp zette, was een nieuwe ziekte genaamd AIDS. Verslaafden die spuiten deelden, raakten gemakkelijk besmet. Onder deze groep vielen relatief veel slachtoffers. Na 1986 werd spuitenruil op de methadonbussen mogelijk en in de jaren daarop kwamen spuitenruilautomaten op verschillende plekken in de stad. 

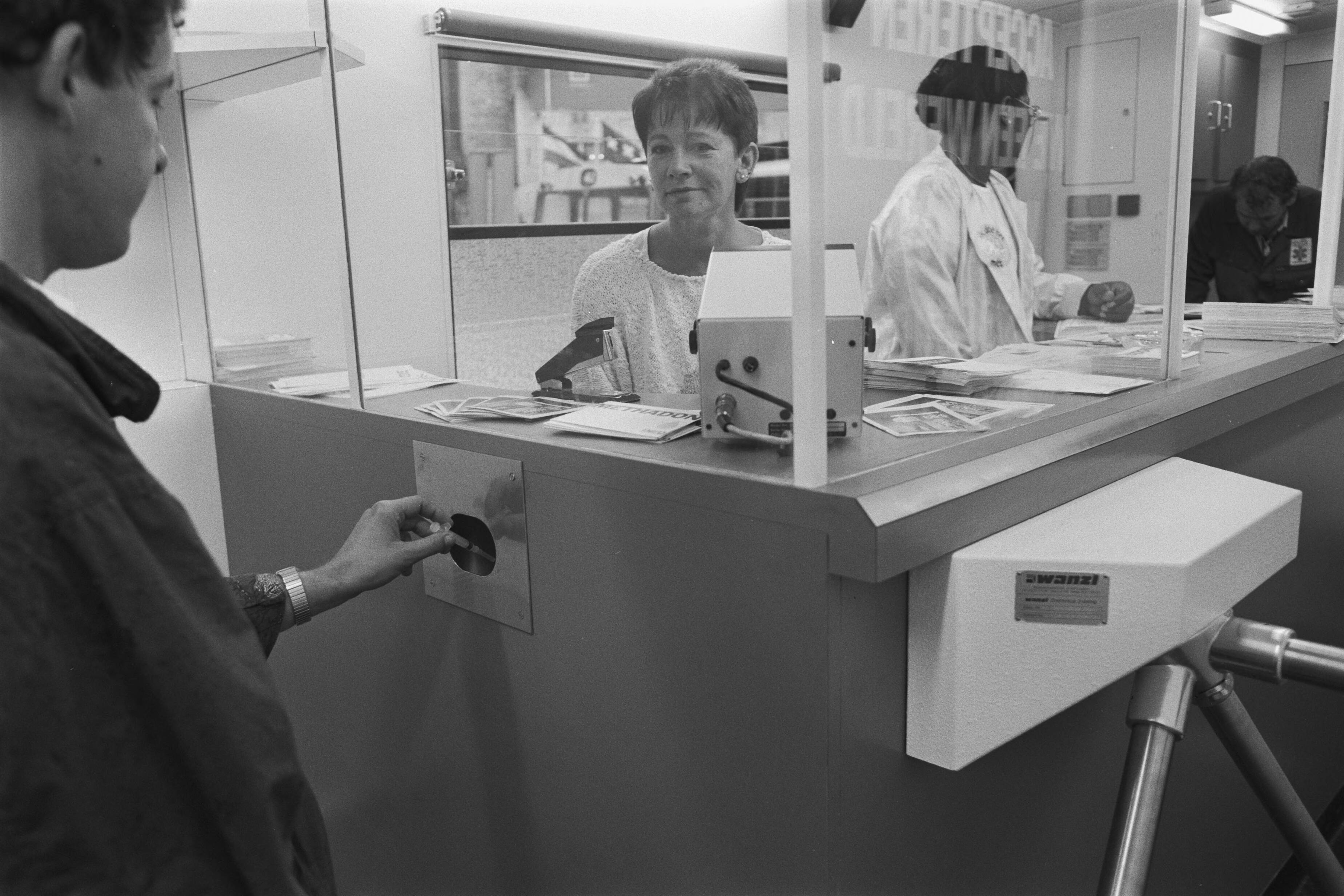
Nieuwe methadonbus in Amsterdam in gebruik genomen. Interieur met spuit-inruilsysteem (1989)

Vanaf 1994 werden door de verslavingszorg beheerde gebruiksruimtes geopend om de overlast van drugsgebruik op straat te verminderen. Dit als onderdeel van maatregelen tot schadebeperking (harm reduction). In deze voorzieningen kunnen mensen met een harddrugverslaving op hygiënische wijze en in een rustige en veilige omgeving hun drugs kunnen gebruiken. Hulpverleners zijn hierbij op de achtergrond aanwezig.

### Medische heroïneverstrekking
Na 1995 werd in veel Europese landen, waaronder Nederland en Duitsland in navolging van Zwitserland geëxperimenteerd met het verhogen van de levenskwaliteit van gebruikers door medische heroïneverstrekking aan de zwaarst verslaafden.
In 2006 werd voor het eerst een landelijke Richtlijn Opiaatonderhoudsbehandeling (RIOB) samengesteld voor de wijze waarop de opiaatonderhoudsbehandeling moest plaatsvinden.
Na een uitgebreid wetenschappelijk experiment werd in 2009 heroïne in Nederland geregistreerd als geneesmiddel voor chronische verslaafden die geen of onvoldoende baat vinden bij methadon of een andere behandeling. Deze heroïneverslaafden kunnen heroïne krijgen op medisch voorschrift.

## Afbeeldingen

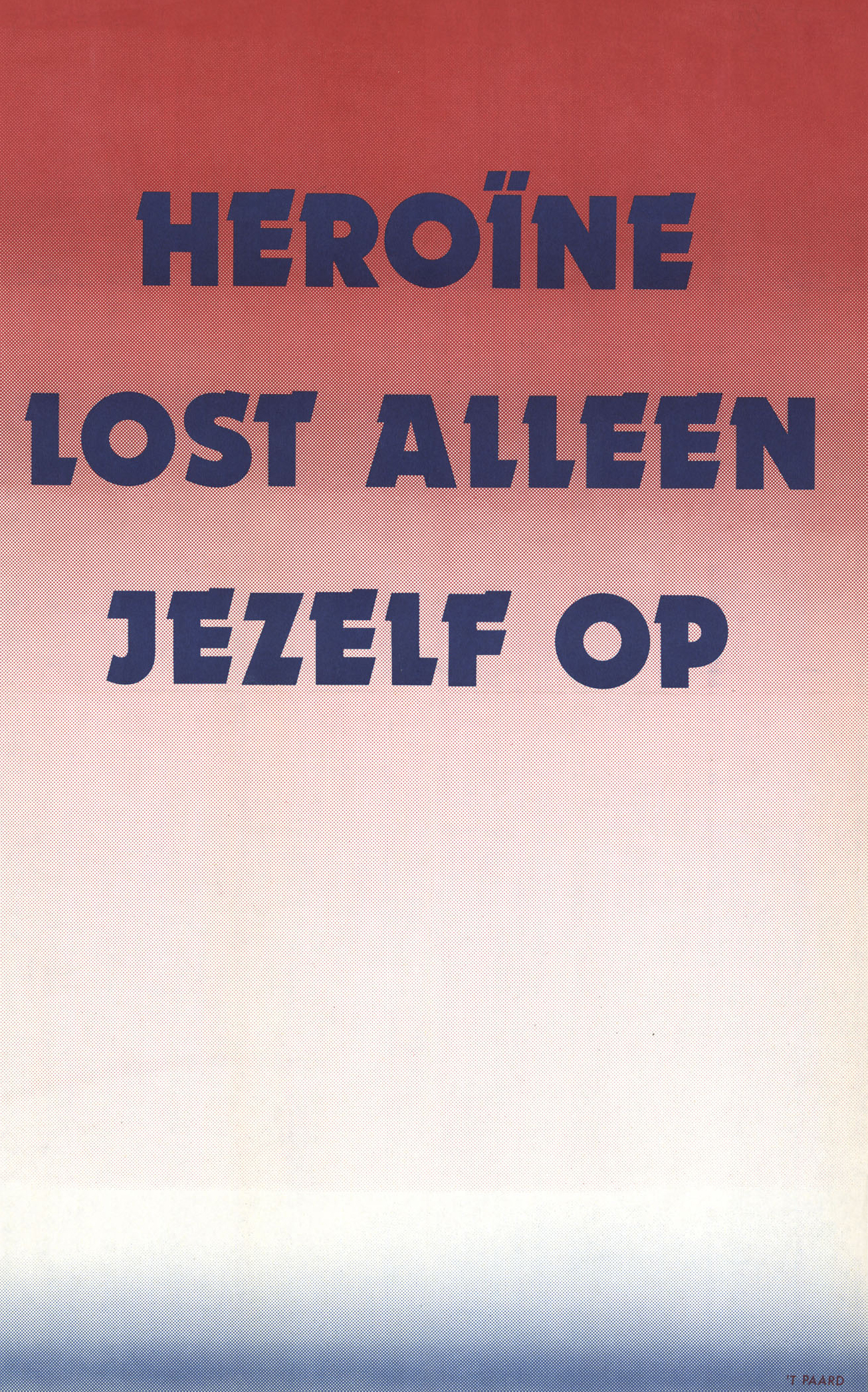
Antireclame-poster: "Heroïne lost alleen jezelf op" (1975)
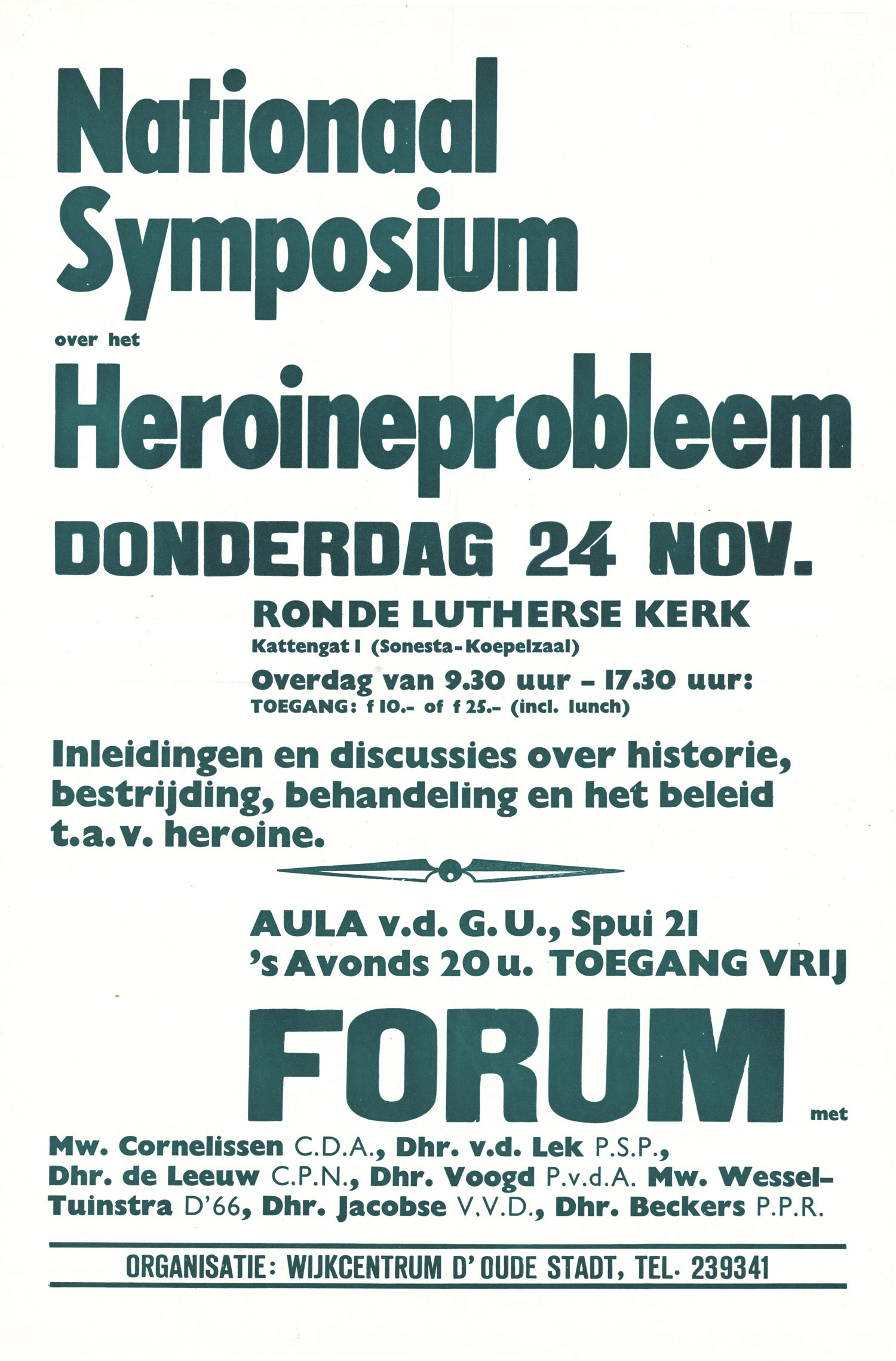
Nationaal symposium over het heroineprobleem (1977)
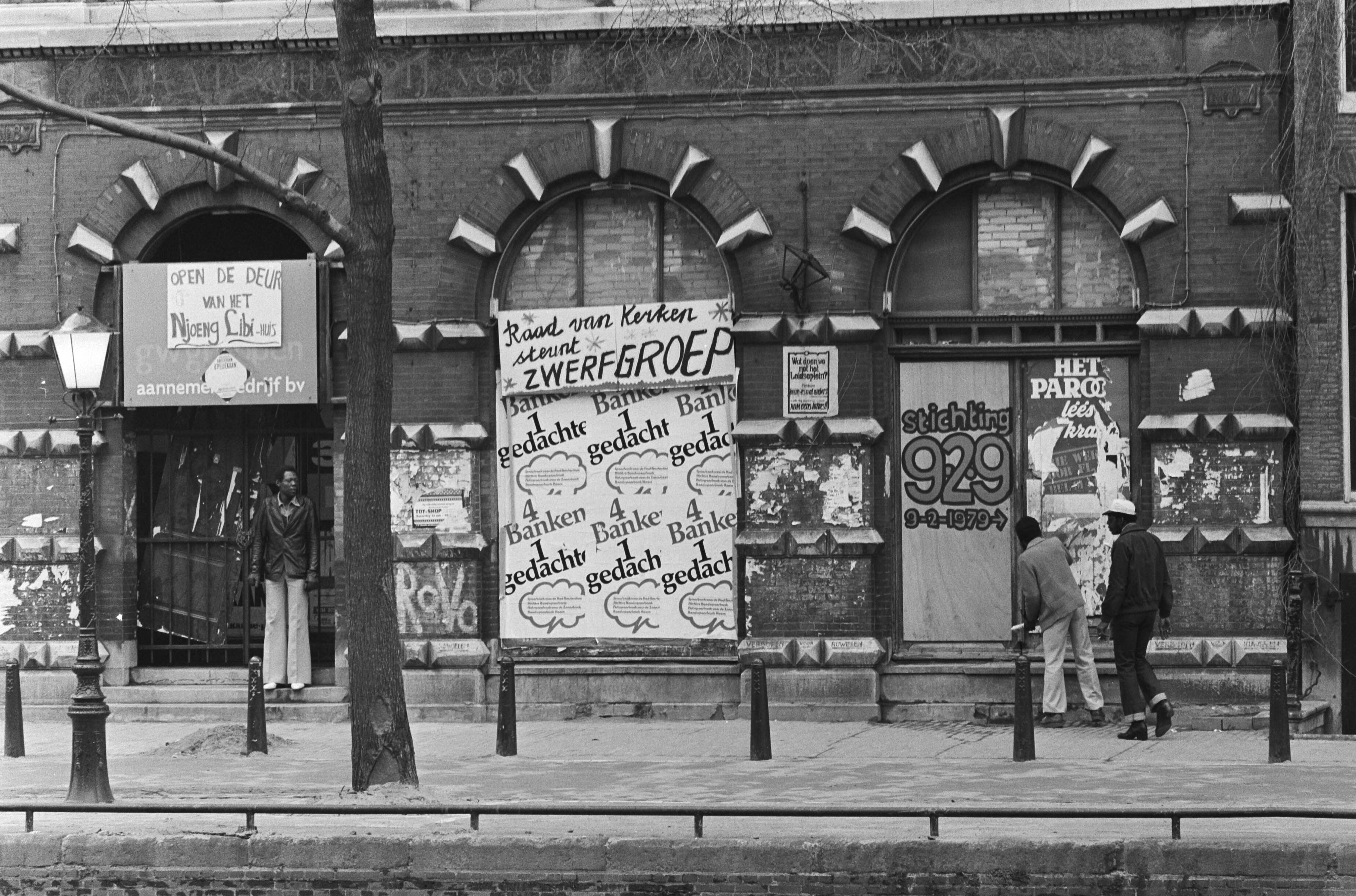
Exterieur van gebouw De Doelen in Amsterdam door Surinaamse drugsverslaafden gekraakt (1979)
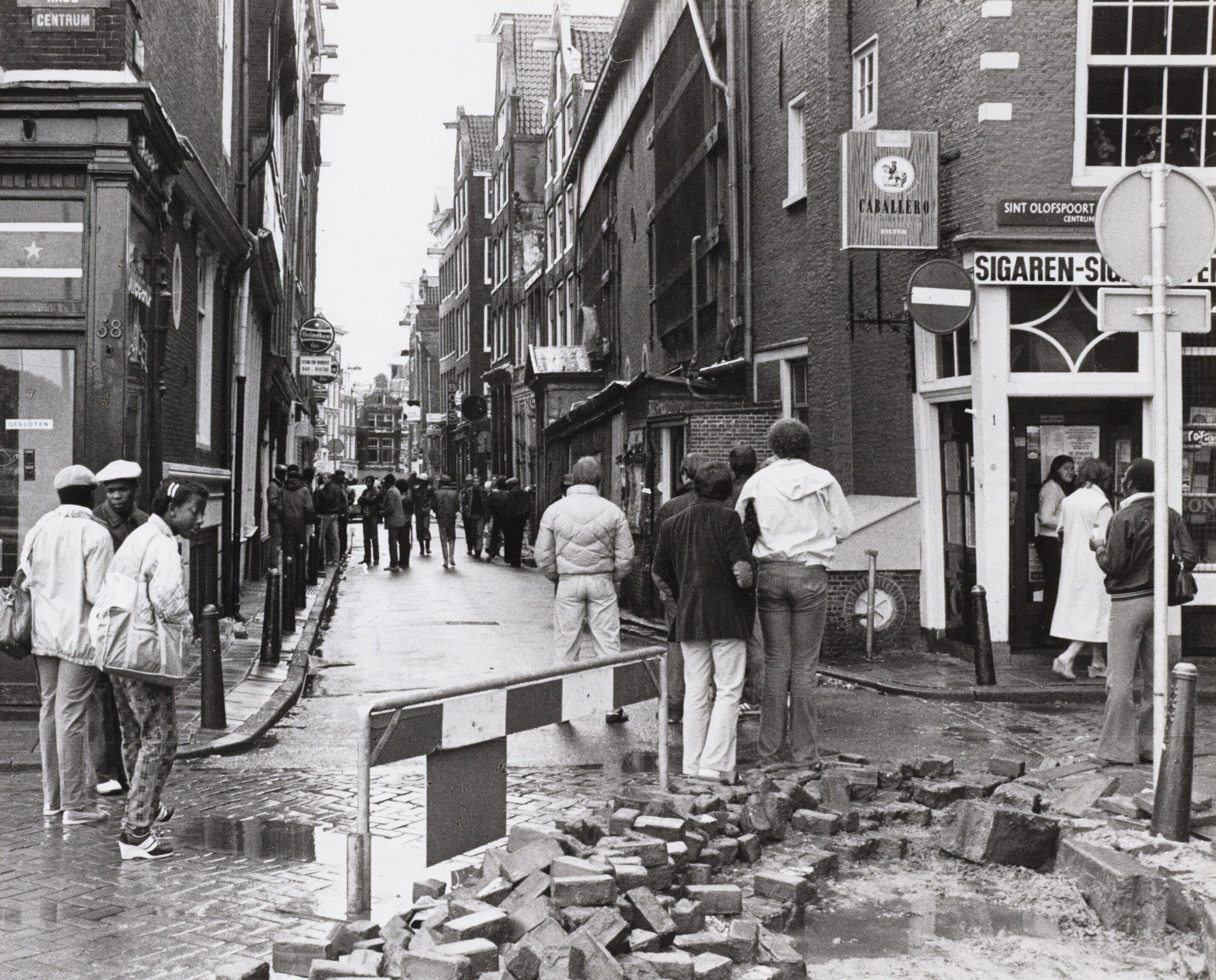
De kop van de Zeedijk gezien vanaf de Prins Hendrikkade hoek Sint Olofspoort (1981)
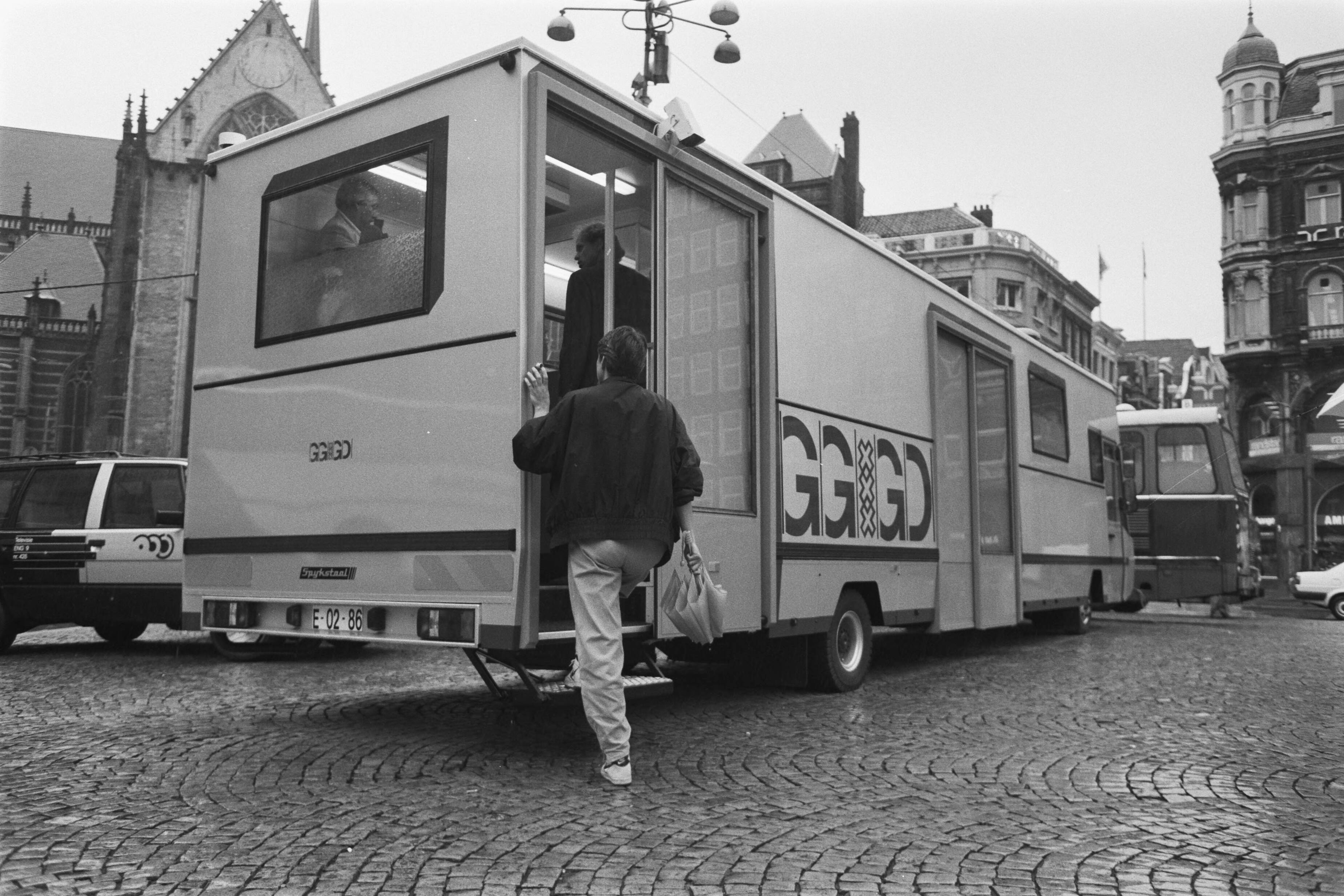
Nieuwe methadonbus in Amsterdam in gebruik genomen. Buitenaanzicht van de nieuwe bus (1989)

## Bekende Nederlandse gebruikers van Heroïne
- Herman Brood (1946-2001)
- Wally Tax (1948-2005)
- Ferdi Karmelk (1950-1988)
- Peter Pontiac (1951-2015)
- René van Collem (1961)